# Robelis Despaigne
Robelis Despaigne Sauquet (* 9. August 1988 in Santiago de Cuba) ist ein kubanischer Taekwondoin, der im Schwergewicht aktiv ist.
Despaigne nimmt seit 2009 an internationalen Titelkämpfen teil. Bei der Weltmeisterschaft in Kopenhagen zog er ins Viertelfinale ein und verpasste nach einer Niederlage gegen Daba Modibo Keïta eine Medaille nur knapp. Erfolgreich verlief das Jahr 2011. Bei der Universiade in Shenzhen gewann er im Schwergewicht über 87 Kilogramm die Bronzemedaille und bei den Panamerikanischen Spielen in Guadalajara die Goldmedaille und somit seinen bislang sportlich größten Erfolg. Beim amerikanischen Olympiaqualifikationsturnier in Santiago de Querétaro siegte Despaigne in der Klasse über 80 Kilogramm im Finale gegen François Coulombe-Fortier und qualifizierte sich für die Olympischen Spiele 2012 in London. Dort gewann er die Bronzemedaille, nachdem sein Gegner Daba Modibo Keïta nicht zum Kampf angetreten war.
Im November 2014 gewann er bei den Zentralamerika- und Karibikspielen im mexikanischen Veracruz die Goldmedaille.